# Gadarpur
Gadarpur é uma cidade e um município no distrito de Udham Singh Nagar, no estado indiano de Uttaranchal.

## Demografia
Segundo o censo de 2001, Gadarpur tinha uma população de 13,638 habitantes. Os indivíduos do sexo masculino constituem 54% da população e os do sexo feminino 46%. Gadarpur tem uma taxa de literacia de 64%, superior à média nacional de 59.5%: a literacia no sexo masculino é de 69% e no sexo feminino é de 59%. Em Gadarpur, 16% da população está abaixo dos 6 anos de idade.